# ジェームズ・アングルトン
ジェームズ・ジーザス・アングルトン (James Jesus Angleton、1917年12月9日 - 1987年5月12日) は、アメリカ合衆国の情報機関である中央情報局（CIA）の工作官。実業家。

## 人物
1954年から1975年までCIAで防諜部長を務めた。退官時の正式な職名は防諜担当副次官（Associate Deputy Director of Operations for Counterintelligence）。
CIA長官を務めたリチャード・ヘルムズはアングルトンについて、「当時、ジムは西側諸国のカウンターインテリジェンス（防諜）を代表する人物だった」と語っている。

## 経歴
アングルトンはアイダホ州ボイシでジェームズ・ヒューとカーマン・マーセデスの間に生まれた。ジェームズはアメリカ陸軍のジョン・パーシング将軍が率いた部隊の騎兵としてメキシコに駐在してた際にカーマンと出会った。ジェームズは後にNCR (企業)のイタリアにおけるフランチャイズを買い取り、米国商工会議所の会頭も務めた。
アングルトンは幼少期をイタリアのミラノで過ごした。イングランドのパブリック・スクールを経てアメリカへ戻り1937年にイェール大学に進学した。
学部生時代にアングルトンは詩作に興味を持ち、リード・ウィットモアと文芸誌「Furioso」を創刊し編集を務めた。1953年まで続いたこの雑誌は当時流行していた小規模な同人的雑誌である「little magazines」の代表として成功を収め、エズラ・パウンドやウィリアム・カルロス・ウィリアムズ、E・E・カミングズからの投稿も掲載されていた。アングルトンはT・S・エリオットやウィリアム・エンプソンとも文通していた。大学では当時確立された文芸批評の手法であるニュー・クリティシズムのトレーニングを受けた。アメリカ研究科を設立したノーマン・ホームズ・ピアソンもアングルトンの師だった。
1941年にイェール大学文学部英文科を卒業し、ハーバード・ロー・スクールを経て、1943年3月にアメリカ陸軍に入隊。
1943年7月にアリゾナ州ツーソン出身のヴァッサー大学卒業生シセリー・ド・ウォルトと結婚した。

### OSS
1943年12月からOSSロンドン支局に駐在しX-2防諜部長のピアソンの下で働いた。この期間にキム・フィルビーと知りあっている。アングルトンは1944年2月にX-2のイタリア担当官になる。
1944年10月からローマ支局に駐在。イタリアでドイツの無線を傍受しウルトラ情報を扱う防諜ユニットZのリーダーとなった。
戦後もローマに残って他国の情報機関との関係を深め、1948年のイタリア総選挙ではキリスト教民主党を支援してイタリア共産党の勢力拡大を食い止めた。イタリアのマフィアやファシスト、ヴァチカン市国を巻き込んだ反共産主義活動の成功はアメリカ本国でCIAが設立されるきっかけの一つとなった。

### CIA
ワシントンD.C.へ戻ったアングルトンはOSSの後継組織を経てCIAへ入局した。1949年5月に彼は特殊作戦部スタッフAのトップに任じられ国外情報の収集と他国の情報機関との連絡に当たることになった。1951年からはイスラエルのモサッドやシンベト（公安庁）との関係が始まり、彼のキャリアを通して続くイスラエルとの関係が始まった。
アングルトンは新しく創設されたばかりのCIAの組織づくりに貢献する一方でフランク・ガーディナー・ウィズナーがアルバニアやポーランドで行った共産主義政権の転覆工作にも関与した。イギリスの情報機関とは親密な関係を築き、秘密情報部のワシントン駐在部長であったキム・フィルビーとは頻繁に会合を持った。フィルビーの回想録にも名前が登場し、週1回は昼食を共にしていたという。1951年にフィルビーの同僚であるイギリスのガイ・バージェスとドナルド・マクリーンがソビエト連邦に亡命した。ヴェノナ情報からソビエト連邦情報機関の協力者である可能性が浮上したフィルビーはMI6を解雇された。
1954年にCIA長官のアレン・ダレスはアングルトンを防諜部長に任命した。他国情報機関との連絡役も引き続いてアングルトンに任された。イスラエル情報機関との関係は特に有益で、東側諸国からイスラエルに亡命したユダヤ人から得る情報や第三国での活動への協力などを得ることができた。ニキータ・フルシチョフが1955年におこなったスターリン批判演説についてもその原稿をイスラエルから提供されている。
ローマ駐在の経験からイタリアでの情報網もアングルトンの強みであり、さらに東南アジアやカリブ海諸国の秘密警察の設立に関与。労働組合に対する工作では、AFL-CIO国際部長のジェイ・ラヴストーン（以前アメリカ共産党で活動し党書記長も務めた）を通じて内外の情報網を駆使し反共・右派勢力を支援、国際自由労働組合総連盟の結成に繋げた。
さらに、アングルトンはリンドン・B・ジョンソン大統領の命を受けてアメリカ国内における情報収集活動であるCHAOS作戦を立案し、ベトナム戦争への反戦運動や市民運動へのソ連スパイの関与を調査した。国際郵便や電報のチェックなど法律に違反する行為も行われており、現在では、それらの平和運動の中にはソ連の影響下にあったものもあるが、資金提供を受けていた例はなかったとされている。そもそも、CIAを設立した1947年国家安全保障法の明文規定で、CIAは防諜目的であっても国内スパイ活動は禁止されていたため、CHAOS作戦は違法行為であり、作戦の内部文書でも違法であることが明記されていた。
アングルトンの名声を高めたのは西側諸国の情報機関に存在するソ連の協力者を解明する仕事で、その任務は「もぐら狩り」（モールハント）と呼ばれていた。アングルトンは、親交があったフィルビーらイギリス情報機関の幹部が、ソ連の協力者であったことにショックを受け、西側諸国の情報機関にはソ連の協力者が存在すると仮定し対策を取るべきだとの持論に取り憑かれるようになった。
KGBからの亡命者であるアナトーリ・ゴリツィンの尋問によりアングルトンの懸念はさらに深まった。ゴリツィンは、イギリス労働党党首で首相を務めたハロルド・ウィルソンがソ連の協力者であると名指ししたり、ケネディ大統領暗殺事件はソ連が関与していると主張していたが、今日ではその供述の信頼性には問題があるとされている。ゴリツィンは亡命者としての存在価値を高めるために、KGBの能力を誇張する供述を繰り返したが、アングルトンはゴリツィンの供述を信じ切ってしまい、CIAには大量のソ連協力者が存在し彼らによってCIAがKGBに操作されていると確信するようになった。
アングルトンは1960年代から70年代にかけて、様々な外国の首脳がソ連のスパイであるとの主張を繰り返した。王立カナダ騎馬警察はアングルトンから、レスター・B・ピアソン首相とその後継者ピエール・トルドー首相はソ連のスパイだと連絡を受けた。アングルトンからの圧力を受け1964年に王立カナダ騎馬警察はピアソンの側近でカナダの駐ソ大使を務めたジョン・ワトキンスをスパイ容疑で任意拘束した。ワトキンスは王立カナダ騎馬警察とCIAの合同チームによってホテルで尋問されていた最中に倒れ死亡した。
アングルトンにスパイ容疑をかけられた首脳としては、スウェーデン首相のオロフ・パルメや西ドイツ首相のヴィリー・ブラントなどがいる。アングルトンの活動を皮肉交じりに批判したヘンリー・キッシンジャーも、1970年代前半にアメリカと中国との関係正常化を進めたのはソ連の影響下にあったからだと告発された。
1973年にCIA長官となったウィリアム・コルビーは、アングルトンの「妄想」は行き過ぎであると懸念視していた。コルビーはアングルトンからイスラエルとの連絡役を任務を取り上げた。1974年12月にジャーナリストのシーモア・ハーシュがコルビーとのインタビューにおいて、アングルトンが主導したCIAの国内作戦を暴露するつもりだと言うと、コルビーはアングルトンに対して辞職を求めた。ハーシュによる記事は同月にニューヨーク・タイムズの一面に掲載され大反響を呼んだ。1947年国家安全保障法 には国内における情報収集活動をしてはならないと明記されており、CIAの作戦は違法であった。アングルトンの名前はCIAの秘密作戦を調査するチャーチ委員会が議会で設置された後に一般に知られるようになった。アングルトンの辞職は1975年のクリスマス・イブに発表された。アングルトンの部下三人 も自発的な退職を強制された。CIA防諜部のスタッフは300人から80人に削減された。
アングルトンは辞職後にコルビーやハーシュを批判し、コルビーについてはKGBのスパイだと糾弾し、ハーシュには彼の本の出版によって妻が家を出て離婚したと主張した。アングルトンには1975年にDistinguished Intelligence Medalが贈られた。

## その他
「陰謀めいた、完全に正気を失った、異常な、不可解な」を意味する形容詞の造語「アングルトニアン」（Angletonian）は彼の名前に由来している。
アングルトンの奇妙な生涯については大量の研究書や伝記で触れられている。フィクション作品でアングルトンをモデルとする物も多い。
2006年にロバート・デ・ニーロが監督した映画「グッド・シェパード」の主人公エドワード・ウィルソンのモデルとなっている。